# خيسوس ألفارو غارسيا
خيسوس ألفارو غارسيا (بالإسبانية: Jesús Álvaro García)‏ (ولد في 1 ديسمبر 1990 في مدينة إيسود دي لوس فينوس، جزر الكناري) هو لاعب كرة قدم إسباني، يلعب لنادي تينيريفي في مركز المدافع.

## وصلات خارجية
- خيسوس ألفارو غارسيا على موقع قاعدة بيانات كرة القدم.إي يو (الإنجليزية)
- خيسوس ألفارو غارسيا على موقع Soccerway.com (الإنجليزية)
- خيسوس ألفارو غارسيا على موقع AS.com (الإسبانية)

- BDFutbol profile
- Transfermarkt profile